# إنتاج البروتين

العقيدة المركزية التي تصور النسخ من كود الحمض النووي إلى كود الحمض النووي الريبي إلى البروتينات في الخطوة الثانية التي تغطي إنتاج البروتين.

إنتاج البروتين هي تقانة حيوية لتوليد بروتين معين. يُحقَّق عادةً عن طريق التلاعب بالتعبير الجيني في كائن حي بحيث يعبر عن كميات كبيرة من حمض نووي معاد التركيب. يتضمن ذلك نسخ الحمض النووي معاد التركيب إلى الحمض النووي الريبوزي الرسول (mRNA)، وترجمة الحمض النووي الريبوزي الرسول إلى سلاسل متعددة الببتيد، والتي تُطوى في النهاية إلى بروتينات وظيفية ويمكن توجيه البروتين لمواقع محددة تحت خلوية أو خارج خلوية.
تُستخدم أنظمة إنتاج البروتين (المعروفة أيضًا باسم أنظمة التعبير) في علوم الحياة والتكنولوجيا الحيوية والطب. تستخدم أبحاث البيولوجيا الجزيئية العديد من البروتينات والإنزيمات، وكثير منها من أنظمة التعبير؛ بشكل خاص بوليميريز الحمض النووي الريبوزي منقوص الأكسجين لـتفاعل البوليمراز المتسلسل، النسخ العكسي لتحليل الحمض النووي الريبوزي، إنزيمات الاقتطاع للاستنساخ، ولصنع البروتينات التي تُفحص في اكتشاف الأدوية كأهداف بيولوجية أو كأدوية محتملة بحد ذاتها. هناك أيضًا تطبيقات مهمة لأنظمة التعبير في التخمر الصناعي، ولا سيما إنتاج الأدوية الحيوية مثل الأنسولين البشري لعلاج مرض السكري، وتصنيع الإنزيمات.

## أنظمة إنتاج البروتين
تشمل أنظمة إنتاج البروتين المستخدمة بشكل شائع تلك المشتقة من البكتيريا، الخميرة، الفيروس البكتيري/الحشرات، خلايا الثدييات، ومؤخرًا الفطريات الخيطية. عندما تُنتَج المستحضرات الصيدلانية الحيوية باستخدام أحد هذه الأنظمة، فإن الشوائب المرتبطة بالعملية المسماة بروتينات الخلية المضيفة تصل أيضًا إلى المنتج النهائي بكميات ضئيلة.

### الأنظمة المستندة إلى الخلية
تعتمد أنظمة التعبير الأقدم والأكثر استخدامًا على الخلايا ويمكن تعريفها على أنها «مزيج من ناقل العبارة، وحمضه النووي المستنسخ، والمضيف للناقل الذي يوفر سياقًا للسماح بوظيفة الجين الأجنبي في خلية مضيفة، والذي هو إنتاج بروتينات على مستوى عالٍ». الإفراط في التعبير هو مصطلح يشير إلى مستوى مرتفع بشكل غير طبيعي ومفرط من التعبير الجيني الذي ينتج عنه نمط ظاهري مرتبط بالجين.
هناك العديد من الطرق لإدخال حمض نووي ريبوزي منقوص الأكسجين غريب إلى خلية للتعبير، ويمكن استخدام العديد من الخلايا المضيفة المختلفة للتعبير- لكل نظام تعبير مزايا ومسؤوليات مميزة. عادةً ما يُشار إلى أنظمة التعبير من قبل المضيف ومصدر الحمض النووي أو آلية توصيل المادة الجينية. على سبيل المثال، العوائل الشائعة هي البكتيريا (مثل البكتيريا الإشريكية القولونية، والعصوية الرقيقة)، والخميرة (مثل السكيراء الجعوية أو فطريات الخميرة ) أو سلالات الخلايا حقيقية النواة. مصادر الحمض النووي وآليات التوصيل الشائعة هي الفيروسات (مثل الفيروس العصوي والفيروسات القهقرية والفيروسات الغدية) والبلازميدات والكروموسومات الاصطناعية والعاثية (مثل لامدا). يعتمد أفضل نظام تعبير على الجين المعني، على سبيل المثال، غالبًا ما يُفضل السكيراء الجعوية للبروتينات التي تتطلب تعديلًا كبيرًا بعد الترجمة. تُستخدم خطوط الخلايا الحشرية أو الثديية عند الحاجة إلى قطْع يشبه القطْع الذي يحصل في خلايا الإنسان. ومع ذلك، فإن التعبير البكتيري يتميز بسهولة بإنتاجه كميات كبيرة من البروتين، وهو أمر ضروري لتصوير البلورات بالأشعة السينية أو تجارب الرنين المغناطيسي النووي للتحديد الهيكلي.
نظرًا لأن البكتيريا بدائيات النوى، فهي غير مجهزة بالآلية الأنزيمية الكاملة لتحقيق التعديلات المطلوبة بعد الترجمة أو الطي الجزيئي. ومن ثم، فإن البروتينات حقيقية النواة متعددة المجالات التي يُعبّر عنها في البكتيريا غالبًا ما تكون غير وظيفية. أيضًا، تصبح العديد من البروتينات غير قابلة للذوبان كأجسام متضمنة يصعب استردادها دون عوامل تغيير طبيعة قاسية وما تلاه من إعادة طيّ البروتين المستهلك.
لمعالجة هذه المخاوف، طوِّرت أنظمة التعبيرات باستخدام العديد من الخلايا حقيقية النواة للتطبيقات التي تتطلب تطابق البروتينات كما هو الحال في الكائنات حقيقية النواة أو أقرب إليها: تُنقل خلايا النباتات (مثل التبغ) أو الحشرات أو الثدييات (مثل الأبقار) مع الجينات ومزروعة في المعلق وحتى الأنسجة أو الكائنات الحية الكاملة، لإنتاج بروتينات مطوية بالكامل. ومع ذلك، فإن أنظمة التعبير عن الثدييات في الجسم الحي لها عائد منخفض وقيود أخرى (تستغرق وقتًا طويلاً، وسمية للخلايا المضيفة، …). للجمع بين الغلة/الإنتاجية العالية وميزات البروتين القابلة للتطوير للبكتيريا والخميرة، والميزات اللاجينية المتقدمة للنباتات والحشرات وأنظمة الثدييات، طوّرت أنظمة إنتاج البروتين الأخرى باستخدام حقيقيات النوى أحادية الخلية (أي خلايا «ليشمانيا» غير المسببة للأمراض).

#### الأنظمة البكتيرية

##### الإشريكية القولونية

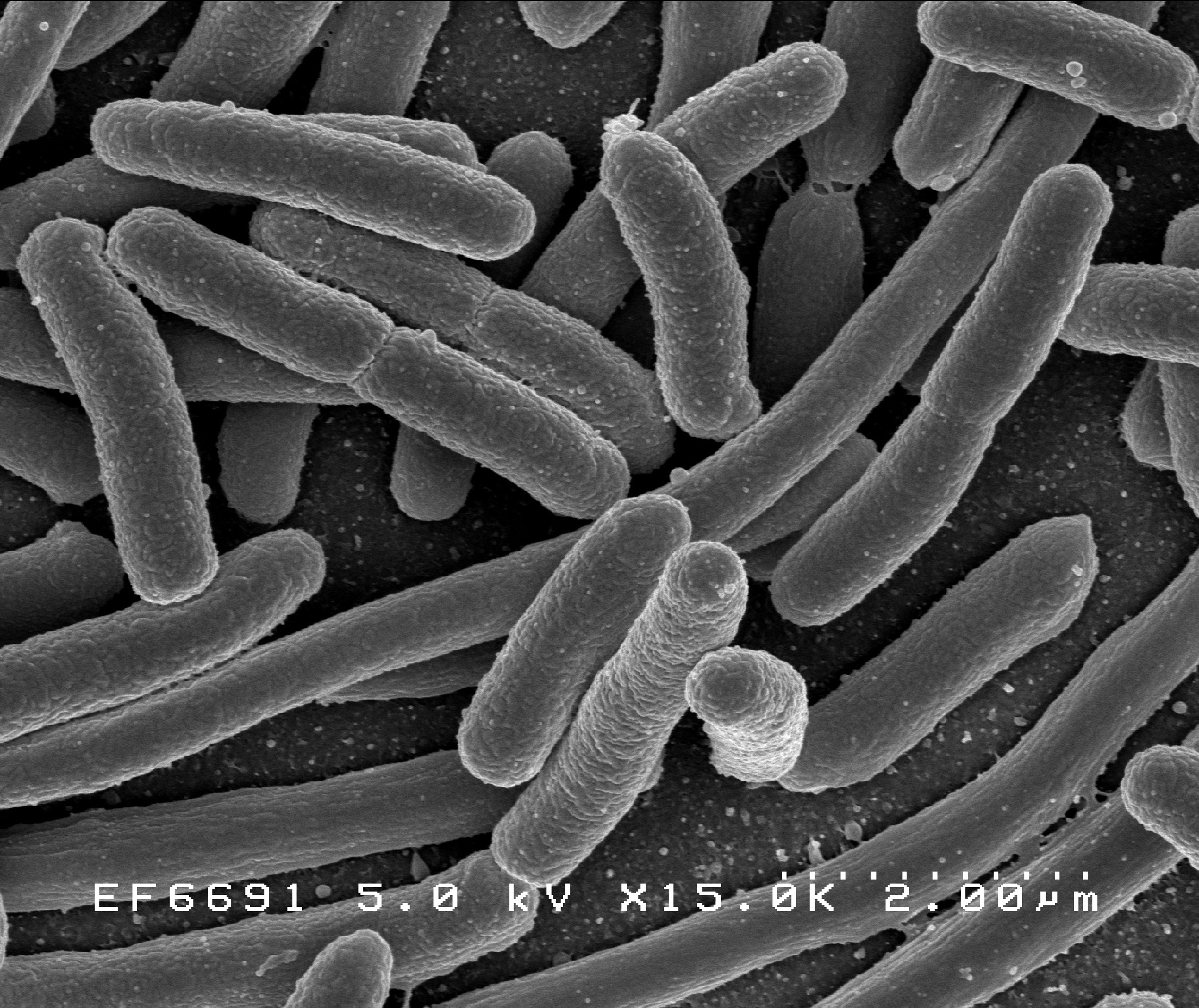
E. coli ، أحد أكثر العوائل شهرة للتعبير الجيني الاصطناعي

تعتبر الإشريكية القولونية (E. coli) واحدة من أكثر مضيفات التعبير استخدامًا، وعادةً ما يُدخَل الحمض النووي في ناقل التعبير البلازميدي. طوِّرت تقنيات الإفراط في التعبير في الإشريكية القولونية بشكل جيد وتعمل عن طريق زيادة عدد نسخ الجين أو زيادة قوة الارتباط لمنطقة المحفز، مما يساعد على النسخ.
على سبيل المثال، يمكن استنساخ تسلسل حمض نووي ريبوزي منقوص الأكسجين لبروتين ذي أهمية أو استنساخه جزئيًا في بلازميد ذي رقم نسخ مرتفع يحتوي على محفز lac (غالبًا LacUV5)، والذي يُحوَّل بعد ذلك إلى بكتيريا E. coli. تعمل إضافة تناظرية اللاكتوز على تنشيط محفز اللاكتوز (lac) ويسبب البكتيريا للتعبير عن البروتين الفائدة.
سلالة الإشريكية القولونية BL21 وBL21 (DE3) سلالتان تستخدمان بشكل شائع لإنتاج البروتين. كأعضاء في سلالة B، فإنهم يفتقرون إلى البروتياز Lon وOmpT، مما يحمي البروتينات المنتجة من التدهور. يوفر طليعة العاثية الموجود في BL21 (DE3) بوليميريز تي 7 بوليميراز الحمض النووي الرايبوزي (مدفوعًا بمحفز LacUV5)، مما يسمح باستخدام نواقل مع محفز T7 بدلاً من ذلك.

##### الوتدية
تستخدم الأنواع غير المسببة للأمراض من الوتديات موجبة الجرام للإنتاج التجاري للأحماض الأمينية المختلفة. تُستخدم أنواع الوتدية الجلوتاميك على نطاق واسع لإنتاج الغلوتامات والليسين، ومكونات أغذية الإنسان وعلف الحيوانات والمنتجات الصيدلانية.
عُبِرَ عن عامل نمو البشرة البشري النشط وظيفيًا في وتدية الجلوتاميك، مما يدل على إمكانية الإنتاج على نطاق صناعي للبروتينات البشرية. يمكن استهداف البروتينات المعبر عنها للإفراز إما من خلال المسار الإفرازي العام (Sec) أو مسار الانتقال التوأم أرجينين (Tat).
على عكس البكتيريا سالبة الجرام، تفتقر الوتدية موجبة الجرام إلى عديدات السكاريد الدهنية التي تعمل كسموم داخلية مستضدية في البشر.

##### زائفة متألقة
تُستخدم البكتيريا غير الممرضة وسالبة الجرام، زائفة متألقة، لإنتاج البروتينات المؤتلفة عالية المستوى؛ عادة لتطوير المداواة الحيوية واللقاحات. الزائفة المتألقة هو كائن حي متعدد الاستخدامات من الناحية الأيضية، مما يسمح بفحص الإنتاجية العالية والتطور السريع للبروتينات المعقدة. تشتهر الزائفة المتألقة بقدرتها على إنتاج عيارات عالية من البروتين النشط والقابل للذوبان بشكل سريع وناجح.

#### أنظمة حقيقية النواة

##### الخميرة
تسمح أنظمة التعبير التي تستخدم إما سكيراء جعوية أو Pichia pastoris بإنتاج مستقر ودائم للبروتينات التي تُعالج بشكل مشابه لخلايا الثدييات، بإنتاجية عالية، في وسائط محددة كيميائيًا من البروتينات.

##### الفطريات الخيطية
لقد طُورت الفطريات الخيطية، خاصة الرشاشيات والتريكوديرما، ولكن مؤخرًا طورت Myceliophthora thermophila C1 إلى منصات تعبير لفحص وإنتاج الإنزيمات الصناعية المتنوعة. يُظهر نظام التعبير C1 مورفولوجيا منخفضة اللزوجة في الثقافة المغمورة، مما يتيح استخدام وسائط النمو والإنتاج المعقدة.

##### الخلايا المصابة بفيروس باكولوفيروس
تسمح الخلايا الحشرية المصابة بفيروس باكولوفيروس (Sf9 ، Sf21 ، خمسة سلالات عالية) أو خلايا الثدييات (خلايا هيلا، وخلايا HEK 293) بإنتاج بروتينات غشائية أو غليكوزيلات لا يمكن إنتاجها باستخدام أنظمة فطرية أو بكتيرية. يفيد في إنتاج البروتينات بكميات عالية. لا ييُعبّر عن الجينات بشكل مستمر لأن الخلايا المضيفة المصابة تتلاشى في النهاية وتموت خلال كل دورة عدوى.

##### تعبير خلية حشرية غير ليتي
يُعد التعبير عن خلية الحشرات غير اللايتية بديلاً لنظام التعبير عن فيروس باكولوفيروس. في التعبير غير الليتي، تنقل النواقل بشكل عابر أو ثابت إلى الحمض النووي الصبغي لخلايا الحشرات من أجل التعبير الجيني اللاحق. ويتبع ذلك اختيار وفحص الحيوانات المستنسخة المؤتلفة. استُخدِام النظام غير اللاحلالي لإعطاء إنتاجية أعلى للبروتين وتعبير أسرع عن الجينات المؤتلفة مقارنة بالتعبير الخلوي المصاب بالفيروس البكتيري. خطوط الخلايا المستخدمة لهذا النظام تشمل: Sf9 ،Sf21 من خلايا دودة الحشد الخريفية، Hi-5 من خلايا وبير الملفوف، وخلايا Schneider 2 وخلايا Schneider 3 من خلايا ذبابة فاكهة شائعة. مع هذا النظام، لا تتلاشى الخلايا ويمكن استخدام العديد من طرق الزراعة. بالإضافة إلى ذلك، عمليات إنتاج البروتين قابلة للتكاثر. يعطي هذا النظام منتجًا متجانسًا. عيب هذا النظام هو الحاجة إلى خطوة فرز إضافية لاختيار الحيوانات المستنسخة القابلة للحياة.

##### طلائعيات كهفية
تسمح أنظمة تعبير ليشمانيا (لا يمكن أن تصيب الثدييات) بإنتاج مستقر ودائم للبروتينات بإنتاجية عالية، في وسائط محددة كيميائيًا. تُظهر البروتينات المُنتجة تعديلات ما بعد الترجمة حقيقية النواة بالكامل، بما في ذلك الارتباط بالجليكوزيل وتشكيل رابطة ثنائي كبريتيد.

##### أنظمة الثدييات
- أنظمة التعبير الأكثر شيوعًا للثدييات هي خلايا مبيض الهامستر الصيني (CHO) وخلايا الكلى الجنينية البشرية (HEK).[25][25][26]
- خلية مبيض الهامستر الصيني[26]
- الورم اللمفاوي النخاعي الفأر (على سبيل المثال خلية NS0)[25]
- إنسان كامل
  - خلايا الكلى الجنينية البشرية[26]
  - خلايا الشبكية الجنينية البشرية[26]
  - خلايا السلى البشرية

### أنظمة خالية من الخلايا
تُنتج البروتينات الخالية من الخلايا في المختبر باستخدام بوليميراز الحمض النووي الريبي المنقى، والريبوسومات، والحمض النووي الريبوزي الناقل، والنيوكليوتيدات الريبية. يمكن إنتاج هذه الكواشف عن طريق الاستخراج من الخلايا أو من نظام التعبير القائم على الخلية. نظرًا لانخفاض مستويات التعبير والتكلفة العالية للأنظمة الخالية من الخلايا، تُستخدم الأنظمة القائمة على الخلايا على نطاق واسع.